# Anders Palmér
Anders Mikael Palmér (Malmö, 24 de abril de 1960), é um ex-futebolista e treinador de futebol sueco que atuava como meio-campista.
Destacou-se no Malmö, onde chegou em 1970 e tornou-se atleta profissional em 1980. Foram 162 jogos pelos Himmelsblått e 26 gols - durante o período, foi emprestado ao Vancouver Whitecaps entre 1981 e 1982.
Jogou ainda por Trelleborgs, Oxie e MF Pelister, onde encerrou a carreira em 2007, aos 47 anos de idade e acumulando também o cargo de treinador desde 2006. Foi também auxiliar-técnico em Malmö (2002–2003 e em 2011) e Trelleborgs (2004)

## Seleção Sueca
Palmér jogou 12 partidas pela Seleção Sueca entre 1983 e 1987, porém os nórdicos não conseguiram disputar nenhum torneio oficial - ficou de fora da Eurocopa de 1984 por apenas um ponto, depois que a Romênia empatou com a Tchecoslováquia em 1 a 1 e ficaram 3 pontos atrás da Itália nas eliminatórias para a edição de 1988. Também perderam a vaga na Copa de 1986 após a vitória de Portugal sobre a Alemanha Ocidental, ficando um ponto atrás da Seleção das Quinas.
Participar das Olimpíadas de 1988, realizados em Seul, participando em um jogo.

## Títulos
Malmö
- Campeonato Sueco: 3 (1985, 1986 e 1988)
- Copa da Suécia: 2 (1983–84 e 1985–86)

Trelleborgs
- Taça Intertoto da UEFA: 1 (1993)